# Земельная политика
Земе́льная поли́тика — система мер регулирования, влияющих на условия реализации прав собственности на землю с целью обеспечения наиболее эффективного варианта использования земли в интересах максимального удовлетворения текущих и будущих потребностей общества.

## Эволюция развития регулирования частной земельной собственности

### Первый этап
До XVI—XVII в. отношения собственности на землю носят практически абсолютный характер: свободы её владельца по распоряжению, использованию не имеют границ, кроме общих сервитутов римского права — например, брать воду у соседа при отсутствии своего источника.

### Второй этап
XVIII — начало XIX в.: расширены ограничения на частную собственность на землю, связанные с развитием публичного права: запрещалось возводить на своем участке строения, наносящие ущерб соседу, устанавливались новые сервитуты, появилась возможность принудительного выкупа земли для строительства крепостей, дорог, определения линий застройки улиц и площадей.

### Третий этап
Середина XIX—XX в.: введена обязанность собственников участков обеспечить должное использование их земель в целях рационального использования, развития эффективного товарного производства. Ограничения стали касаться типа, вида застройки: впервые появились инструменты градостроительного регулирования. Появилась система государственного учёта и регистрации земель.

### Четвертый этап
Со второй половины XX в. потребности общества становятся преобладающими, государство имеет право на принудительное отчуждение, экспроприацию земельных участков, но с финансовой компенсацией. Налогообложение земли, градостроительные, ипотечные ограничения, экономические инструменты и рычаги изъятия части земельной ренты с собственников земли формируют основы современного механизма регулирования земельных отношений, земельную политику государства.

## Классификация
Анализ различных групп методов и инструментов позволил систематизировать их по типу регулирования и объектам воздействия. Методы территориального планирования основаны преимущественно на использовании правовых инструментов, методы земельного менеджмента — на прямом управлении земельными ресурсами, группа финансовых, налоговых методов — на косвенном воздействии на земельных собственников. Ниже представлена классификация методов и инструментов земельной политики, образующих механизм регулирования земельных отношений.

### Методы территориального планирования и градорегулирования
- Нормативно-правовые инструменты регулирования
- Градостроительные мероприятия по развитию инфраструктуры
- Запреты и предложения по использованию

### Методы земельного менеджмента
- Прямая купля-продажа, обмен земельных участков
- Экспроприация, принудительный выкуп земли
- Оптимизация размеров, форм земельных участков
- Санация

### Финансовые и налоговые методы
- Земельное налогообложение
- Софинансирование затрат на развитие транспортной, инженерной, коммунальной инфраструктур
- Уравнивание стоимости при/для реализации градостроительных мероприятий